# Lelčíkové
Lelčíkové (Aegotheliformes) je skupina malých soumračných až nočních ptáků, kteří se vyskytují na Nové Guineji, Molukách, Nové Kaledonii a v Austrálii. Novozélandský druh je vyhynulý. Lelčíkové jsou uznáváni jako samostatný řád, který zahrnuje pouze jedinou čeleď lelčíkovití (Aegothelidae) s jediným recentním rodem lelčík (Aegotheles).

## Systematika
Systematiky lelčíků byla v minulosti mnohokrát revidována a stále zůstává kontroverzní. Lelčíkovití byli jako čeleď po dlouhou dobu zařazování do řádu lelků, avšak na základě návrhu Worthy et al., 2007 byli vyjmuti a povýšeni na samostatný řád.
K roku 2022 byly uznávány následující druhy:
- rod Quipollornis[4] Rich & McEvey 1977 (miocenní druh z Nového Jižního Walesu)
  - †Quipollornis koniberi Rich & McEvey 1977
- rod Aegotheles[5]
  - †lelčík novozélandský, Aegotheles novaezealandiae (Scarlett 1968)
  - lelčík černý, Aegotheles savesi Layard & Layard 1881
  - lelčík velký, Aegotheles insignis Salvadori 1876
  - lelčík nížinný, Aegotheles tatei Rand 1941
  - lelčík molucký, Aegotheles crinifrons (Bonaparte 1850)
  - lelčík australský, Aegotheles cristatus (Shaw 1790)
  - Aegotheles affinis Salvadori 1876
  - lelčík proužkovaný, Aegotheles bennettii Salvadori & Albertis 1875
  - lelčík skvrnitý, Aegotheles wallacii Gray 1859
  - lelčík Archboldův, Aegotheles archboldi Rand 1941
  - lelčík horský, Aegotheles albertisi Sclater 1874

## Popis a morfologie
Jedná se o menší ptáky o velikosti 18–30 cm a váze 29–85 g. Vzhledem jsou někde mezi lelky a sovami, nicméně podle genetických analýz je jejich evoluční minulost spojena spíše s rorýsi a kolibříky. Lelčíci mají velkou hlavu s velmi výraznýma velkýma očima. Křídla jsou zaoblená a dlouhá. Tmavý, krátký a jemně zahnutý zobák dovedou lelčíkové velmi široce rozevřít. U kořene zobáku a na čele se nacházejí štětiny, které jsou zvláště dlouhé u lelčíka velkého. Funkce těchto štětin patrně souvisí s krmení hmyzem (ochrana očí při chytání hmyzu v letu nebo nasměrování potravy směrem do zobáku) nebo mají smyslovou funkci. Opeření je silně maskovací s převažujícími tmavými barvami (černá, hnědá, žlutohnědá, šedá). Samice a samec si bývají podobní.

## Biologie
Lelčíkové jsou noční ptáci. Přes den hřadují v dutinách stromů, skalních štěrbinách, opuštěných norách jiných živočichů či v ruinách lidských obydlí. Občas mohou hřadovat i v husté vegetaci. Živí se výhradně hmyzem, která chytají v letu, méně často i sběrem ze země.
Jsou monogamní, rodičovskou péčí partneři sdílejí mezi sebou. Hnízdí v dutinách stromů, spadlých kmenů či v dutinách ve strmých březích. Vejce jsou kladena na dno dutiny do jednoduché vystýlky z kůry a listí. Samice klade 3–4 vejce. Lelčíkové mají výrazný hlasový projev a vzhledem k maskovacímu opeření a noční povaze druhu je lze častěji slyšet než vidět.

## Rozšíření
Největší druhová diverzita lelčíků je na Nové Guineji. Vyskytují je ale i v Austrálii včetně Tasmánie, na Nové Kaledonii a Molukách. Novoguinejské druhy obývají především lesy, australský druh obývá i otevřenější krajinu.

## Ohrožení
Většina druhů ohrožena není, nicméně hlavně novoguinejské druhy zůstávají jen málo prozkoumány na to, aby se mohly udělat obecné závěry. Novozélandský druh lelčík novozélandský je vyhynulý někdy od cca 13. století a novokaledonský lelčík černý je kriticky ohrožený, možná už zcela vyhynulý.